# Therion tenuipes
Therion tenuipes là một loài tò vò trong họ Ichneumonidae.